# Вегарусъярви (озеро, исток Хейняйоки)
Ве́гарусъя́рви (фин. Vegarusjärvi) — озеро на территории Лоймольского сельского поселения Суоярвского района Республики Карелия.

## Общие сведения
Площадь озера — 2,2 км², площадь бассейна — 36,2 км². Располагается на высоте 165,6 метров над уровнем моря.
Форма озера продолговатая, вытянутая с юго-востока на северо-запад. Берега каменисто-песчаные, частично заболочены.
В юго-восточной части озера есть небольшой остров без названия.
С юго-восточной и северо-западной оконечностей в озеро втекают безымянные ручьи. С северо-западной оконечности из озера вытекает река Хейняйоки.
Озеро расположено в 16 км по грунтовой дороге без наименования к северу от трассы 86К-13 («Суоярви — Койриноя») и в 21 км от ближайшего посёлка Лоймола.
Код водного объекта в государственном водном реестре — 01040100111102000016450.